# مارك باوتيستا
مارك باوتيستا هو مغني فلبيني، ولد في 10 أغسطس 1983.

## وصلات خارجية
- الموقع الرسمي
- مارك باوتيستا على موقع IMDb (الإنجليزية)
- مارك باوتيستا على موقع ميوزك برينز (الإنجليزية)
- مارك باوتيستا على موقع قاعدة بيانات الفيلم (الإنجليزية)